# Rhoicinus schlingeri
Espèce
Rhoicinus schlingeri est une espèce d'araignées aranéomorphes de la famille des Trechaleidae.

## Distribution
Cette espèce est endémique de la région de Huánuco au Pérou,.

## Description
La femelle holotype mesure 9,11 mm, sa carapace mesure 3,72 mm de long sur 2,79 mm de large.

## Étymologie
Cette espèce est nommée en l'honneur d'Evert Irving Schlinger.

## Publication originale
- Exline, 1960 : Rhoicinine spiders (Pisauridae) of western South America. Proceedings of the California Academy of Sciences, vol. 29, p. 577-620 (texte intégral).